# Fisher Cube
Il Fisher Cube è un twisty puzzle, variante del più celebre cubo di Rubik, inventato dal costruttore Tony Fisher attorno al 1985 . Da risolto, la sua forma è quella di un cubo ma ha la caratteristica di cambiare la sua forma ad ogni movimento degli strati esterni. Come visibile in figura, uno degli assi di rotazione è ruotato di 45°. Lo schema di colori è lo stesso del cubo classico.
I metodi di risoluzione del Fisher Cube sono molto simili a quelli di un qualsiasi supercubo, ossia un cubo di Rubik i cui pezzi centrali vanno orientati correttamente. Per la risoluzione dello stesso, Tony Fisher usa un metodo da lui inventato, probabilmente ispirato al Metodo Corners First.
Recentemente la ditta cinese YongJun ha lanciato sul mercato un puzzle analogo con il nome di Square King e un brevetto a sé, alimentando molte polemiche nei vari forum di speedcubing.